# Deutsches Institut für Film und Fernsehen

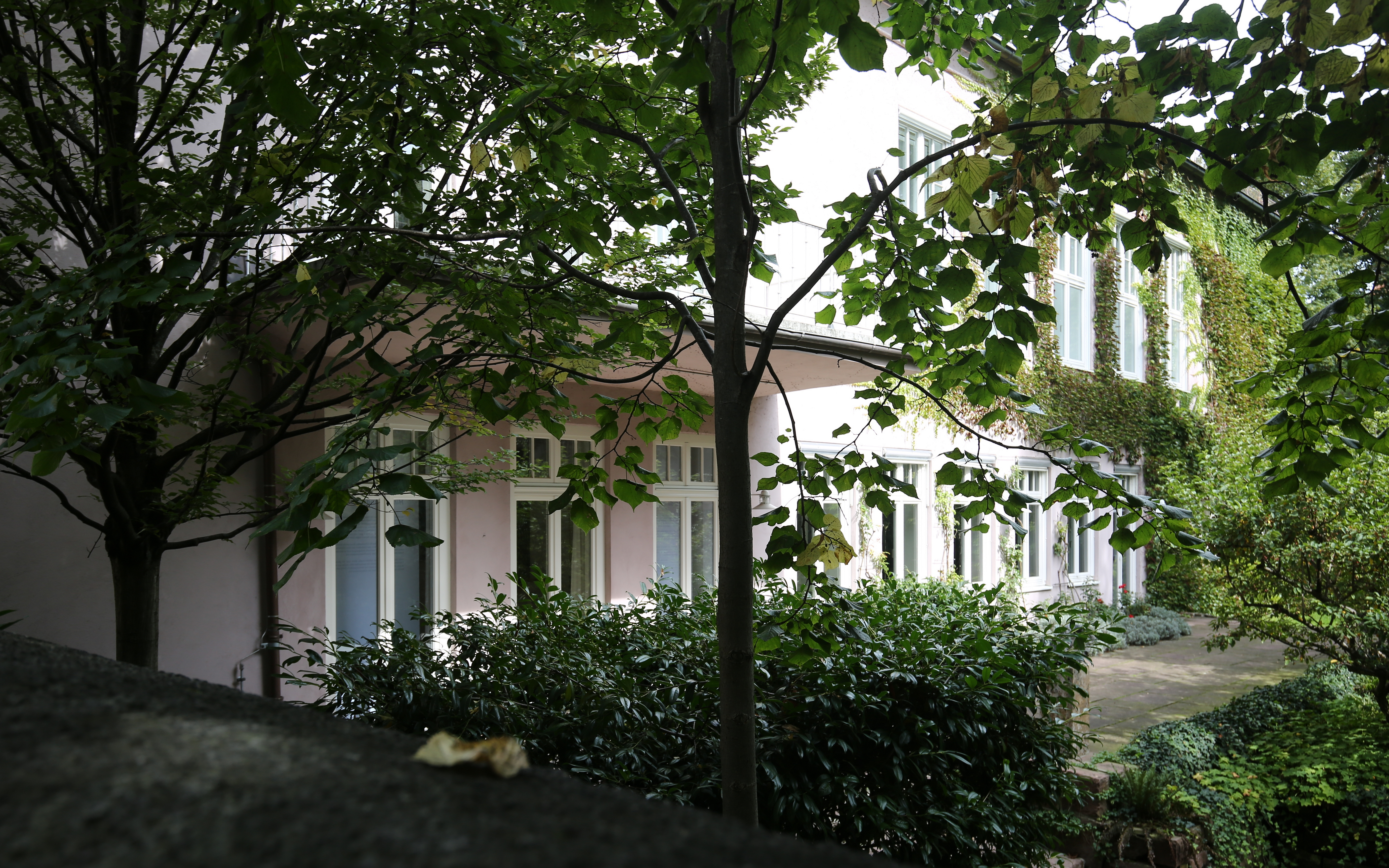
Sitz des DIFF in der Kaulbachstrasse 16 (heute Carl-Orff-Zentrum)

Das Deutsche Institut für Film und Fernsehen (DIFF) in München war einer der Vorläufer der Hochschule für Fernsehen und Film München und bestand von 1956 bis 1968.

## Geschichte
Bereits 1954 war das Institut für Filmwesen (IFF) aus dem Umfeld der Studentischen Filmfreunde e.V. an der Ludwig-Maximilians-Universität in München entstanden. 1955 wurde das IFF als Filmhochschule in den neu gegründeten Internationalen Verband der Filmhochschulen (CILECT) aufgenommen. 1956 wurde auf Initiative von Eberhard Hauff als neuer Träger ein Verein namens Deutsches Institut für Film und Fernsehen (DIFF) gegründet. Das DIFF wurde zunächst in Nachfolge des IFF ebenfalls als Filmakademie ausgelegt. Das Studium am DIFF sollte nun im Gegensatz zum IFF aber nach sechs statt bisher nach vier Semestern enden und nach erfolgreicher Abschlussprüfung mit einem Diplom abgeschlossen werden.  Zum Institutsleiter wurde 1957 der Professor für Betriebswirtschaftslehre Otto Wilhelm Reuther berufen, was einen Richtungsstreit zwischen einer wissenschaftlichen und einer mehr filmpraktischen Ausrichtung des Instituts auslöste und zum öffentlichkeitswirksamen Rücktritt vieler Dozenten führte. Reuther trat Ende 1958 in den Ruhestand, der Verein wurde aufgelöst und das DIFF inhaltlich sowie personell reorganisiert. Es nahm seine Tätigkeit ohne Fachschulcharakter und in organisatorischer Anlehnung an die Universität bzw. die Technische Hochschule München in Räumen in der Kaulbachstrasse 16 (heute Carl-Orff-Zentrum) wieder auf. Der Inhalt beschränkte sich jedoch nun überwiegend auf Vorlesungen und Vorträge mit einführendem Charakter und war nicht länger filmpraktisch orientiert, was seine Attraktivität für Filmemacher einschränkte. Aus dem DIFF ging am 19. Juli 1966 auf Initiative des seinerzeitigen Fernsehdirektors des Bayerischen Rundfunks Helmut Oeller die staatliche Hochschule für Fernsehen und Film München (HFF) hervor, die anfangs auch das Gebäude in der Kaulbachstraße nutzte. Das DIFF wurde in der Folge aufgelöst.

## Bekannte Dozenten
- Bert Grund (1920–1992), Filmkomponist
- Gedeon Kovács (1931–2023), Filmregisseur
- Helmut Oeller (1922–2016), späterer Fernsehdirektor des BR und Präsident der HFF
- Waldemar Kuri (* 1930), Filmregisseur und -produzent
- Clemens Münster (1906–1998), damaliger Fernsehdirektor des Bayerischen Rundfunks und späterer Präsident der HFF
- Richard Theile (1913–1974), damaliger Direktor des Instituts für Rundfunktechnik

## Absolventen (Auswahl)
- Heinz Badewitz (1941–2016), Filmschaffender und Festivalleiter der Internationalen Hofer Filmtage
- Clara Fabry (1943–2015), Filmeditorin
- Wolfgang Dickmann (* 1943), Kameramann und Fernsehregisseur
- Ingemo Engström (* 1941), Filmregisseurin und Drehbuchautorin
- Peter Fleischmann (1937–2021), Filmregisseur
- Peter Gehrig (1935–2013), Dokumentarfilmer, Autor und Regisseur
- Werner Herzog (* 1942), Regisseur, Produzent, Schauspieler, Synchronsprecher und Schriftsteller
- Klaus Kirschner (* 1933), Regisseur und Drehbuchautor
- Kenan Ormanlar (1937–2015), Kameramann
- Enrico Platter (* 1945), Fernsehredakteur und Medienberater
- Gerry Schum (1938–1973), Kameramann, Filmemacher und Videoproduzent
- Friedrich Streich (1934–2014), Zeichentrickfilmer
- Konrad Wickler  (1935–2011), Kameramann, Fotograf und Dokumentarfilm-Produzent